# 捨てられたプシュケ (ダヴィッド)
『捨てられたプシュケ』（すてられたプシュケ、仏: Psyché abandonnée, 英: Psyche Abandoned）は、フランスの新古典主義の巨匠ジャック＝ルイ・ダヴィッドが1795年頃に制作した絵画である。油彩。ギリシア神話に登場する女性プシュケを描いた作品で、フランス革命中に起きたテルミドール9日のクーデターでダヴィッドが投獄されていた1794年あるいは1795年の間に描かれたと考えられている。縦長の形式は女性の裸体を表現する学術的慣習からは外れている。この作品は長い間ダヴィッド自身の絵画リストに記された注釈を通してのみ知られており、『着彩されたプシュケの習作』（painted study of Psyche）および『ウェスタの処女』（La Vestale）の対作品として説明されていた。現在は個人コレクションに所蔵されている。

## 制作背景
『捨てられたプシュケ』は1794年にダヴィッドが逮捕された後に描かれたと広く言われている。マクシミリアン・ロベスピエールの処刑後、ダヴィッドは仲間のジャコバン派とともに投獄された。投獄中に描かれた他の絵画と同様に未完成であると考えられている。『捨てられたプシュケ』は同時期に描かれたダヴィッドの他の作品、『自画像』（Autorretrato）や『サビニの女たち』（Les Sabines）ほど有名ではない。ダヴィッドはリュクサンブール宮殿に投獄されていたときに『捨てられたプシュケ』を描いたと考えられている。ダヴィッドは1794年9月にオテル・デ・フェルム（Hôtel des Fermes）から移送された。この移送は早期釈放の機会がないことを意味しており、ダヴィッドは外の世界から隔離された（以前のオテル・デ・フェルムでは友人、家族、学生の訪問は許可されていた）。ダヴィッドは元留置所仲間に宛てた手紙の中で隔離への移送を「見捨てられた」と表現した。『捨てられたプシュケ』は1795年に釈放された後、ダヴィッドがサロンに復帰する作品となるはずだった。その代わりに『セリジア夫人の肖像』（Portrait de Madame Seriziat）、『ピエール・セリジアの肖像』（Portrait de Pierre Sériziat）、『リュクサンブール庭園の眺め』（Vue du jardin du Luxembourg à Paris）を発表することにした。

## 作品

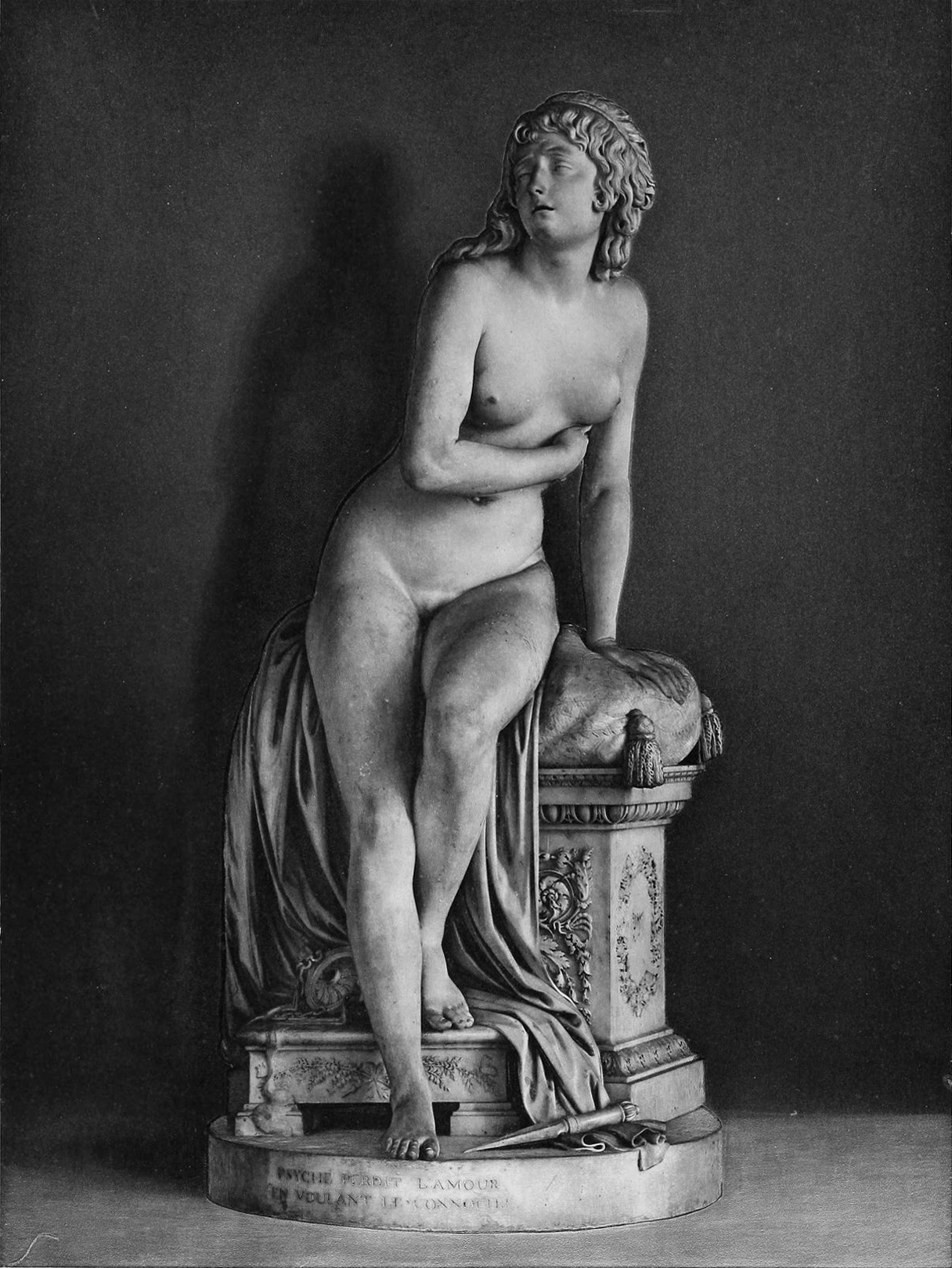
オーギュスタン・パジューが制作した彫刻『捨てられたプシュケ』の作例。1790年の作はルーヴル美術館所蔵。

ダヴィッドは恋人であるキューピッドに捨てられ、裸で無力な状態で座っているプシュケを描いている。プシュケは丘のある青い空を背景に横向きにしゃがみこんだ女性の裸婦画として描かれている。喪失、苦痛、裏切りの表情をして鑑賞者を見つめている。プシュケの瞳はうるみ、悲しみと絶望をたたえ、半開きの口は茫然自失となった精神状態が窺える。それまでのプシュケを主題とする絵画とは大きく異なり、プシュケだけが単独で画面に大きく描かれている。キューピッドの姿はなく、またアトリビュートの蝶も描かれていないため、嘆き悲しむ無名の女性のように見える。

### 図像的源泉
プシュケの神話はフランスでは1600年代にジャン・ド・ラ・フォンテーヌによる物語のバージョンによって普及した。人間であるプシュケは不死を与えられるために、困難や試練に耐えなければならなかった。彼女は恋人であるキューピッドを直接見ることを禁じられていた。キューピッドが憤慨して彼女を捨てると宮殿は消え去り、ニンフたちもゼピュロスもいなくなり、プシュケは裸で取り乱したまま取り残される。風景の中で嘆く裸体のプシュケを描いたダヴィッドの作品はまるでラ・フォンテーヌの「気の毒な妻は岩の上にたった1人でおりました」という一節を視覚化したかのようである。図像的源泉としてはオーギュスタン・パジューの1790年の大理石彫刻『捨てられたプシュケ』（Psyché abandonnée）がダヴィッドの重要な先例と考えられている。ダヴィッドはパジューから着想を得ながら、プシュケの主題を通じて自身の苦しみを表現したと考えられている。ロココの画家ジャン＝オノレ・フラゴナールはキューピッドに捨てられたプシュケを描いた人気のある作品を描いた。これらの作品はいずれもプシュケの精神的苦痛に焦点を当てており、神話上の人物の感情的な状態が表れている。

### 分析
研究者たちはプシュケの取り乱した表情をダヴィデ自身が感じたであろう見捨てられた感覚と比較している。ダヴィデは逮捕と評判の低下により、かなりの精神的苦痛を経験したと考えられている。ダヴィデはかつての刑務所仲間であるM・ド・メインブール（M. de Mainbourg）に宛てた手紙の中で、これらの見捨てられた感覚を表現した。
2011年にヒューストン美術館で開催された展覧会では、本作品とダヴィッドのより有名な『ホラティウス兄弟の誓い』（Le Serment des Horaces）が対比された。『捨てられたプシュケ』はダヴィッドが新古典主義から背を向ける作品として表現され、美徳と道徳に基づく英雄的な行為ではなく、強烈で個人的な感情を示した。『捨てられたプシュケ』はダヴィッドが以前に探求した悲しみに基づいている。『ヘクトルの死を悼むアンドロマケ』（Andromaque pleurant Hector）に描かれたアンドロマケの姿は、プシュケの描写の先例とされることもある。『ソクラテスの死』（La Mort de Socrate）におけるクリトンのポーズも参考になった可能性がある。

## 来歴
長い間失われたと考えられていたこの作品は1991年に個人コレクションの中から再発見され、2010年にルーヴル美術館で開催された展覧会「夢を見た古代」（L’Antiquité rêvée）で展示された。

## ギャラリー
ダヴィッドの関連作品

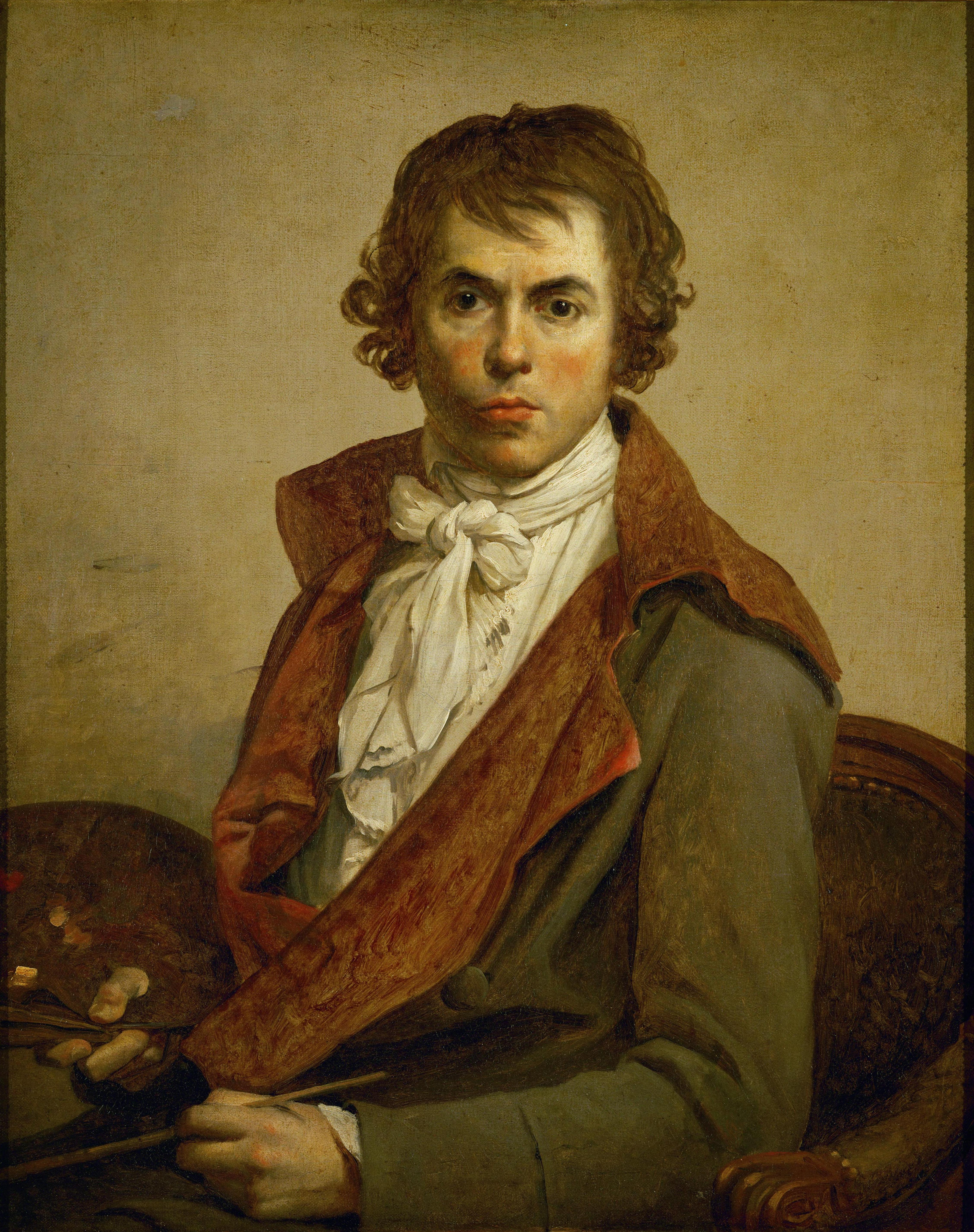
『自画像』1794年 ルーヴル美術館所蔵
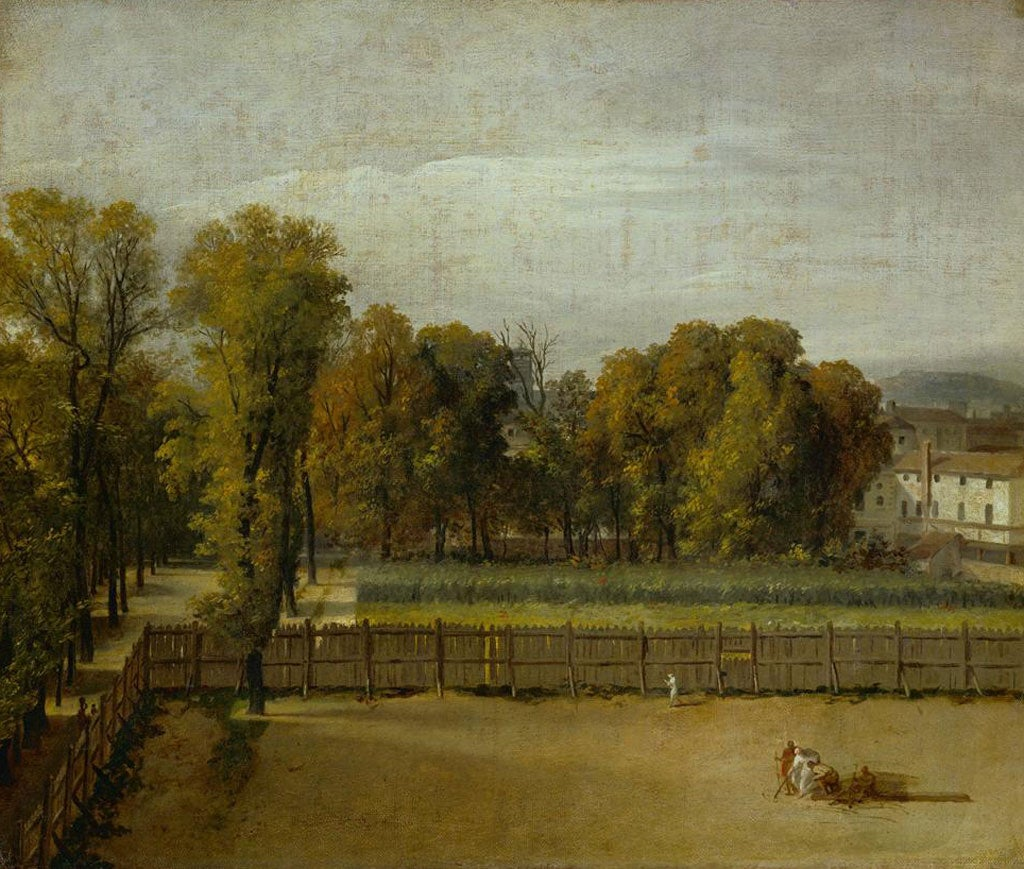
『リュクサンブール庭園の眺め』1794年 ルーヴル美術館所蔵